# Santibáñez de Porma
Santibáñez de Porma es una localidad española, perteneciente al municipio de Valdefresno, en la provincia de León y la comarca de La Sobarriba, en la Comunidad Autónoma de Castilla y León.
Situado en el margen derecho del Río Porma.
Los terrenos de Santibáñez de Porma limitan con los de Santa Olaja de Porma al noreste, Villimer al este, Villabúrbula al sureste, Villafañe y Puente Villarente al sur, Paradilla de la Sobarriba al suroeste, Villaseca de la Sobarriba al oeste y Navafría al noroeste.
Perteneció a la antigua Hermandad de La Sobarriba.
Es un entorno rural en el que abundan las choperas y la ganadería. Uno de los principales atractivos turísticos de la zona ha sido siempre el ocio y tiempo libre, al contar el pueblo con una gran residencia con capacidad para dos centenares de personas. En dicha residencia se han organizado numerosos campamentos de verano, por donde han pasado jóvenes de todo el panorama nacional. En el año 2011 el antiguo seminario, hasta ahora residencia del arzobispado destinada a actividades de tiempo libre, pasa a ser propiedad de la Fundación Merayo. 